# Chiesa di San Rocco (Pisa)
La chiesa di San Rocco è un luogo di culto cattolico della città di Pisa, situata in piazza dei Cavalieri.

## Storia e descrizione

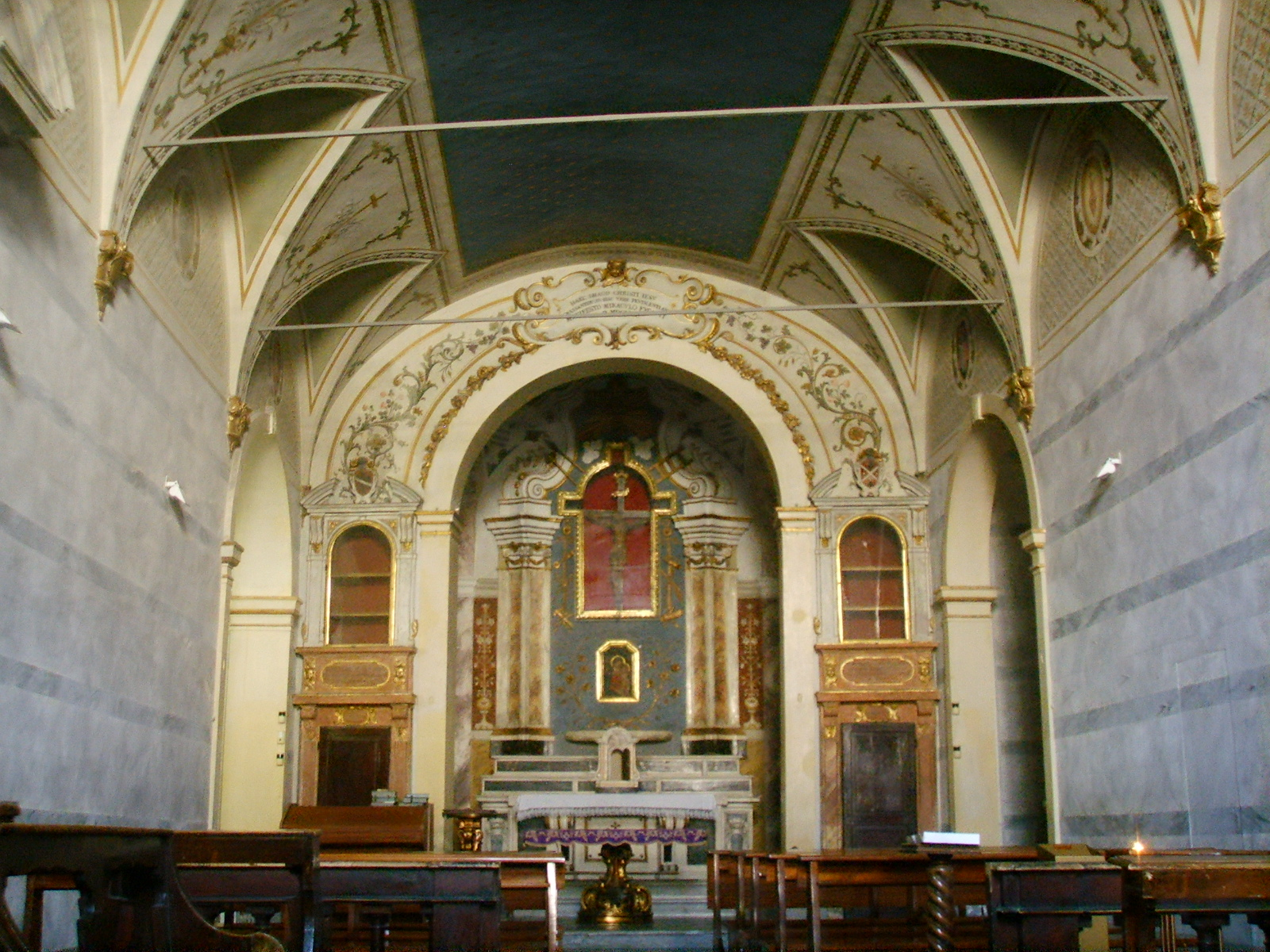
L'interno

Edificata sulla chiesa altomedievale di San Pietro in Cortevecchia, è attestata dal 1028. Fu ristrutturata completamente dal 1575, quando passò alla Compagnia di San Rocco (1578). 
L'architetto Cosimo Pugliani ne curò i rifacimenti tra il 1630 e il 1634 sovrapponendogli anche un oratorio, oggi dismesso: i lavori furono dovuti all'iniziativa di alcune famiglie pisane desiderose di ringraziare san Rocco della fine di una pestilenza.
La Compagnia venne soppressa nel 1782 e la chiesa passò per breve tempo a mani private, prima di entrare nei beni diocesani e venire restaurata nel 1899.
All'interno si conservano decorazioni murali del XIII secolo (nelle nicchie) e del XVIII-XIX secolo (come la volta affrescata con San Rocco che guarisce gli appestati attribuito a Francesco Venturi), un grande simulacro del Volto santo in legno (XIII secolo) e, sull'altar maggiore, un Crocifisso del XVI secolo e una Madonna con Bambino in terracotta policroma (XV secolo). Su un altare di sinistra è interessante la pala di San Rocco attribuita a Giovanni Antonio Sogliani.